# 哈尔滨市第九中学校
哈尔滨市第九中学校始建于1948年，前身为工农速成中学，至1952年正式更名为哈尔滨市第九中学校。1986年被批准成为黑龙江省的省级重点中学；现为哈尔滨市教育局直属公立高中，综合办学实力位居哈市“前三甲”。学校的校训是“诚、实、博、爱、毅、群”，学校的精神是“合作、包容、钻研、奉献”。学校在课程设置上采用按成绩划分的分班制以及进阶制的选拔，学生在入学时按入学成绩分为A、B、C三个班，在高一结束后各个班级的学生可以根据考试成绩择优升入A＋班。学校同时为各学年成绩优秀的同学提供导师服务，这些尖子生可以忽略班级以及年级的限制在全校范围内自由选择导师。学校也为学生开设诸如“兴趣课”、“n+1课程”以及“心理辅导”等多样课程，同样也包括各种社团活动。
学校共分为两个校区，分别为：江南校区（哈尔滨市香坊区和平路165号），以及在2005年建立的松北校区（哈尔滨市松北区世纪花园B区）；目前仅有松北校区提供学生的住寝服务。
在2011年，学校开设A-Level课程，成为黑龙江省首批经英国爱德思EDEXCEL授权，进入哈尔滨市中考招生计划的A-Level国际课程中心，同时开设IGCSE课程，获得多项国际奖项；主要开设数学、高级数学、物理、化学、经济和生物等学科。参加A-level国际班的学生不可参加中国高考，但可参加由爱德思考试局所举办的A-Level考试，考生根据所考得的分数报考英国、加拿大、澳大利亚等国家的高等院校。
从2023年起，九中同时开设了“中德国际课程实验班”，可根据中国高考分数报考德国高等院校。
1. ↑  . 微信. 2024-07-07 （中文）.